# 張宗璉
張宗璉（1374年—1427年），字重器，江西吉水人。明朝政治人物、進士。
永樂二年，张宗琏中進士二甲第五十五名，后選為翰林院庶吉士，編撰永樂大典。后累任至南京大理寺丞。后貶為常州同知。當時明廷派遣李立治理江南軍籍，李立擅自逮捕平民，張宗璉與之相爭，使得大量平民得以倖免。张宗琏因背部生瘡而死，下葬時有上千名常州百姓衣著白衣送葬。

## 延伸阅读
[在维基数据编辑]
 《明史卷二百八十一》，出自《明史》